# Kretzschmaria macrosperma
Kretzschmaria macrosperma är en svampart som först beskrevs av Jean François Montagne, och fick sitt nu gällande namn av J.D. Rogers & Y.M. Ju 1998. Kretzschmaria macrosperma ingår i släktet Kretzschmaria och familjen kolkärnsvampar.   Inga underarter finns listade i Catalogue of Life.